# Tipula frater
Tipula frater är en tvåvingeart som beskrevs av Alexander 1921. Tipula frater ingår i släktet Tipula och familjen storharkrankar. Inga underarter finns listade i Catalogue of Life.